# Komuna e Balldushkut
Komuna e Balldushkut är en kommun i Albanien.   Den ligger i prefekturen Qarku i Tiranës, i den centrala delen av landet, 14 km söder om huvudstaden Tirana.
```
Runt Komuna e Balldushkut är det tätbefolkat, med 
343
 invånare per kvadratkilometer.
[
2
]
```